# Волковская (Тверская область)
Волковская — деревня в Торопецком районе Тверской области. Входит в состав Плоскошского сельского поселения. Ранее входила в состав Волокского сельского поселения.

## География
Расположена примерно в 9,5 километрах к северо-западу от села Волок на реке Серёжа. У деревни расположен мост. Ближайшие населённые пункты — деревни Зайцево и Сидоровское.
Расстояния по автодорогам:
- До Волока — 10 км.
- До Плоскоши — 18 км.
- До Торопца — 61 км.

Климат
Деревня, как и весь район, относится к умеренному поясу северного полушария и находится в области переходного климата от океанического к материковому. Лето с температурным режимом +15…+20 °С (днём +20…+25 °С), зима умеренно-морозная −10…−15 °С; при вторжении арктического воздуха до −30…-40 °С.
Среднегодовая скорость ветра 3,5—4,2 метра в секунду.

## История
На топографической карте Фёдора Шуберта, изданной в 1867—1906 годах, обозначена деревня Волковская. Имела 6 дворов.
На карте РККА 1923—1941 годов обозначена деревня Волковская. Имела 18 дворов.
В 1959 году в деревне проживало 68 человек.
До 2013 года деревня входила в состав Волокского сельского поселения, с 2013 входит в состав Плоскошского.

## Население
| 2010 |
| ---- |
| 1    |

В 2002 году население деревни составляло 6 человек. 
Национальный состав
Согласно результатам переписи 2002 года, в национальной структуре населения русские составляли 83 % от жителей.